# Dinastia Àngel
Els Àngel, en grec medieval Ἄγγελος, van ser una família noble grega que van proporcionar tres emperadors de l'Imperi Romà d'Orient i van governar entre el 1185 i el 1204. Des del segle xiii al xiv, una branca de la família va governar el Despotat de l'Epir, Tessàlia i Tessalònica amb el nom de Comnè Ducas.
El llinatge va ser fundat per Constantí Àngel, un noble menor de Filadelfia, a Anatòlia (actualment Alaşehir), que es va casar amb Teodora Comnena, filla de l'emperador Aleix I Comnè i d'Irene Ducena. Segons l'historiador del segle xii, Joan Zonaràs, Constantí era valent, hàbil i guapo, però de baix origen. El cognom de la família, «Àngel», s'acostuma a dir que derivava del mot grec que vol dir 'àngel', però aquesta etimologia no es troba testificada en època romana d'Orient, i és possible que el seu nom derivi d'A[n]gel, un districte a prop d'Amida a l'Alta Mesopotàmia.
El tercer fill de Constantí, Andrònic Ducas Àngel, va ser el progenitor de la dinastia imperial dels Àngel. El 1185, el fill d'Andrònic, Isaac II Àngel va deposar Andrònic I Comnè i es va proclamar emperador. Irene Angelina, filla d'Isaac II Àngel, es va casar amb Felip de Suàbia, rei germànic. Les seves filles es van casar amb diverses famílies reials i principesques d'Europa occidental. Moltes de les famílies aristocràtiques d'Europa són descendents dels Àngel. Isaac va ser deposat pel seu germà Aleix III Àngel, que al seu torn va ser derrocat per Aleix IV Àngel amb l'ajuda, quan va arribar a Constantinoble, de la Quarta Croada. Sota el regnat corrupte i dissolut de la dinastia dels Àngel, l'Imperi Romà d'Orient es va deteriorar i aviat va caure presa de croats i venecians.
Els emperadors de la dinastia dels Àngel van ser:
- Isaac II Àngel, emperador del 1185 al 1195.
- Aleix III Àngel, emperador del 1195 al 1203, germà d'Isaac, a qui va destronar.
- Aleix IV Àngel, fill d'Isaac. Destronat pels croats.

També es considera de la Dinastia Aleix V Ducas, breument emperador l'any 1204, casat amb Eudòxia, una filla d'Aleix III.